# Betty Carter
Betty Carter, geboren als Lillie Mae Jones (Flint, 16 mei 1929 - Brooklyn, 26 september 1998) was een Amerikaanse jazzzangeres. Ze gebruikte haar stem als een instrument: als ze zong, improviseerde ze zoals een jazzmusicus op een saxofoon of trompet. Ze ontwikkelde een eigen stijl, waarin ze het avontuur niet uit de weg ging.

## Het begin
Carter groeide op in Detroit. Haar vader, James Jones, leidde een kerkkoor en haar moeder, Bessie, was een religieuze vrouw die jazz als muziek van de duivel beschouwde. Met haar moeder had Lillie Mae een moeizame relatie: moeder Carter zou haar dochter nooit horen zingen. In Detroit ging Carter als kind naar het conservatorium waar ze piano studeerde. Toen ze tiener was, wist ze wat ze wilde worden: zangeres. Ze raakte in de ban van de bebop en toen ze 16 was, ontmoette ze Charlie Parker, met wie ze zong tijdens een gig in Detroit. Carter won een talentenjacht en ging werken in het lokale clubcircuit, waar ze zong en piano speelde, onder meer met bebop-trompettist Dizzy Gillespie, Sarah Vaughan en Billy Eckstine.

## Lionel Hampton
In 1948 kwam vibrafonist en bigband-leider Lionel Hampton naar Detroit. Hij nam Carter aan als zangeres. Carter was niet gelukkig met haar naam en liet zich aankondigen als Lorraine Carter. Hampton was niet altijd te spreken over haar improvisaties en ging Carter 'Betty Bebop' noemen. Carter haatte die naam, maar 'Betty' zou blijven hangen en op den duur noemde ze zichzelf Betty Carter. Door Lionel Hampton werd ze meer dan eens ontslagen, maar door toedoen van diens vrouw Gladys Hampton, die Hamptons zaken regelde, werd ze altijd weer aangenomen. In 1951 ging ze met Hampton naar New York, waar hun wegen uiteindelijk definitief scheidden.

## Jaren vijftig en zestig
In de volgende jaren werkte ze in verschillende groepen en trad ze onder meer op in Apollo met mannen als Gillespie en drummer Max Roach. Maar publieke erkenning van critici en platenkopers bleef uit. In 1951 nam ze voor Columbia Records haar eerste plaat op, met het trio van de jonge pianist Ray Bryant, 'Meet Betty Carter and Ray Bryant'. De plaat verkocht matig en opnames met de band van Gigi Bryce (1956) bleven jarenlang in de kast liggen. Carters eerste solo-albums, 'I Can't Help it' en 'Out There with Betty Carter', beide opgenomen in 1958, waren geen commerciële successen. In 1958 en 1959 toerde ze met trompettist Miles Davis en met Ray Charles. Toen ze met de blinde zanger ging samenwerken, volgde haar doorbraak. In 1961 nam ze met Charles het duet-album 'Ray Charles and Betty Carter' op, waarvan het nummer 'Baby, It's Cold Outside' op single werd uitgebracht. De critici waren enthousiast en de single werd een hit.
In de jaren daarna bleef het stil rond Carter. Ze trouwde met James Romeo Redding, een barkeeper van een nachtclub in Newark, kreeg twee zonen en hield zich bezig met hun opvoeding. Ze toerde met saxofonist Sonny Rollins in Japan, maakte een paar platen, in 1963 ('Round Midnight') en 1965 ('Inside Betty Carter') en trad af en toe op, maar bereikte het grote publiek nog weinig.

## Comeback
In 1969 probeerde ze een comeback te maken. Ze bracht twee live-albums uit, 'Finally, Betty Carter' en "'Round Midnight", maar de platen deden niets. De platenmaatschappijen verloren hun belangstelling, ook omdat jazz een moeilijke periode doormaakte door de populariteit van rock. Toen een werknemer in 1970 er met een paar master recordings van haar werk vandoor probeerde te gaan, besloot Carter een eigen platenlabel te beginnen, Bet-Car Records, waarop ze haar werk ging uitbrengen, re-releases en nieuwe platen.
Ze ging toeren en nam jonge muzikanten aan in haar groepen, om haar muziek jong en vitaal te houden. Nieuwe musici kregen een kans, zoals Cyrus Chestnut, Dave Holland en Jack DeJohnette. In 1977 en 1978 trad Carter op het Newport Jazz Festival op. In de jaren tachtig toerde ze in Amerika, Europa en Zuid-Amerika. Eind jaren tachtig kreeg Carter definitief erkenning, van critici en jazzliefhebbers. In 1987 sloot ze een contract met Verve, die haar Bet-Car-platen op cd uitbracht en voor een groot publiek toegankelijk maakte. Een nieuwe cd, 'Look What I Got' (1988) kreeg een Grammy Award. In de jaren erna deden andere cd's het goed, bij de platenkopers en critici. Sommige kregen een Grammy-nominatie ('Droppin' Things, 1990 en 'It's Not About the Melody', 1992). In de jaren negentig zong Carter veel ballads. Ze zette zich verder in voor de ontwikkeling van nieuwe jazztalenten door in 1993 met anderen in New York het programma Jazz Ahead op te zetten.
In 1994 trad ze op voor Bill Clinton in het Witte Huis. Van dezelfde president kreeg ze in 1997 de National Medal of Arts uitgereikt.
Carter overleed op 69-jarige leeftijd aan alvleesklierkanker.

## Discografie
- Meet Betty Carter and Ray Bryant, Columbia, 1955
- Social Call, Columbia, 1956
- Out There, Peacock, 1958
- I Can't Help it, Impulse, 1958-1960
- The Modern Sound of Betty Carter, ABC, 1960
- Ray Charles and Betty Carter, ABC, 1961
- Round Midnight, Atco, 1962-1963
- Inside Betty Carter, United Artists/Capitol, 1964
- Finally, Betty Carter, Roulette, 1969
- Round Midnight, Roulette, 1969
- At the Village Vanguard, Bet-Car/Verve, 1970
- The Betty Carter Album, Bet-Car/Verve, 1972
- Now It's My Turn, Roulette, 1976
- I didn't Know What Time It Was, bootleg, 1976
- The Audience With Betty Carter, bet-Car/verve, 1979
- Whatever Happened to Love?, Bet-Car/Verve, 1982
- Carmen McCrae-Betty Carter Duets, Bet-Car/Verve, 1987
- Look What I Got, Bet-Car/Verve, 1988
- Droppin' Things, Bet-Car/Verve, 1990
- It's Not About the Melody, Bet-Car/Verve, 1992
- Feed the Fire, Bet-Car/Verve, 1993
- I'm Yours, You're Mine, Bet-Car/Verve, 1996